# Lennart Westerlund

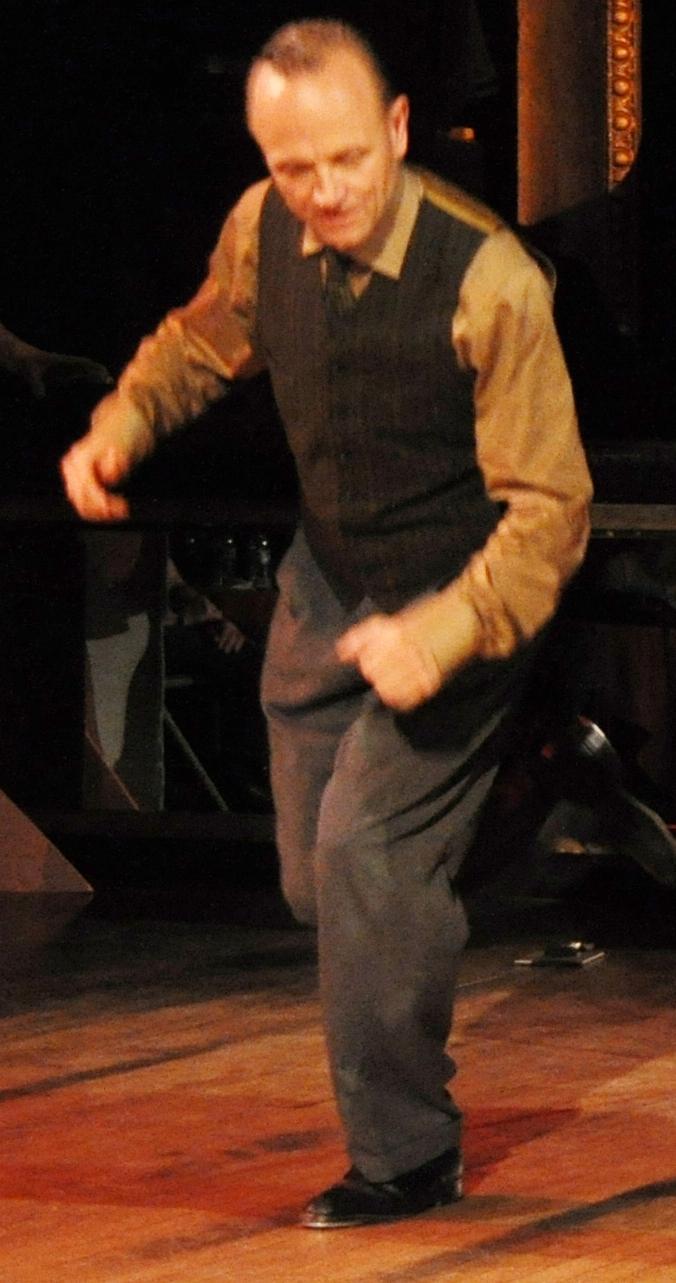
Lennart Westerlund, 2009

Karl Lennart Westerlund, född 22 februari 1958, är en svensk lindy hop-dansare som haft stor betydelse för den nya swingvågen i Sverige och även globalt från 1980-talet och framåt. Lennart Westerlund var som ung swingdansare fascinerad av swingfilmerna från 1930- och 1940-talet och bestämde sig därför för att söka upp dansarna i dessa filmer. Han åkte därför tillsammans med danskollegorna Anders Lind och Henning Sörensen till USA 1984, fast bestämd att träffa den legendariske dansaren Al Minns. Vid senare tillfällen hittades även Frankie Manning och andra lindy hop-stjärnor. Han startade strax därefter dansgruppen Hot Shots, vilken utvecklades till en av världens främsta dansgrupper, och han har även sedan dess varit drivande i The Herräng Dance Camp, världens största lindy hop-läger, som årligen arrangeras i Herräng utanför Hallstavik i Uppland. Hans huvuddanspartner genom åren har varit Ewa Burak. 